# Giraglia (traghetto)
Il Giraglia è un traghetto appartenente alla compagnia di navigazione italiana Moby Lines.

## Caratteristiche
Il traghetto, costruita a Pietra Ligure, è adibito al trasporto di auto e passeggeri, in particolare su rotte non molto lunghe, a causa delle dimensioni ridotte. Lungo circa 75 metri e con una stazza lorda di 2.041 tonnellate, è spinto da 2 motori MVM ad 8 cilindri, in grado di fargli raggiungere una velocità di 18 nodi.
Allestimento a La Spezia, il traghetto è provvisto di aria condizionata, sala poltrone, bar-paninoteca, caffetteria, video-game e solarium.

### Fiancate decorate
Come praticamente tutte le Moby Lines, Il Giraglia si distingue per le sue fiancate decorate con il logo della compagnia, la balena, e non solo. Infatti in un primo momento vi era disegnata una balena che trainava due bambini(un maschio ed una femmina) su degli sci d'acqua, su progetto dello Studio Grassi Associati. Invece in un secondo momento, in corrispondenza del trasferimento sulla rotta low-cost Piombino - Cavo, le fiancate sono state riverniciate, sempre con la presenza della balena ma ora con la scritta low cost e la tratta Piombino - Cavo. Nel 2013 la Giraglia prende come scritta la Santa Teresa-Bonifacio, sempre con la balena davanti.

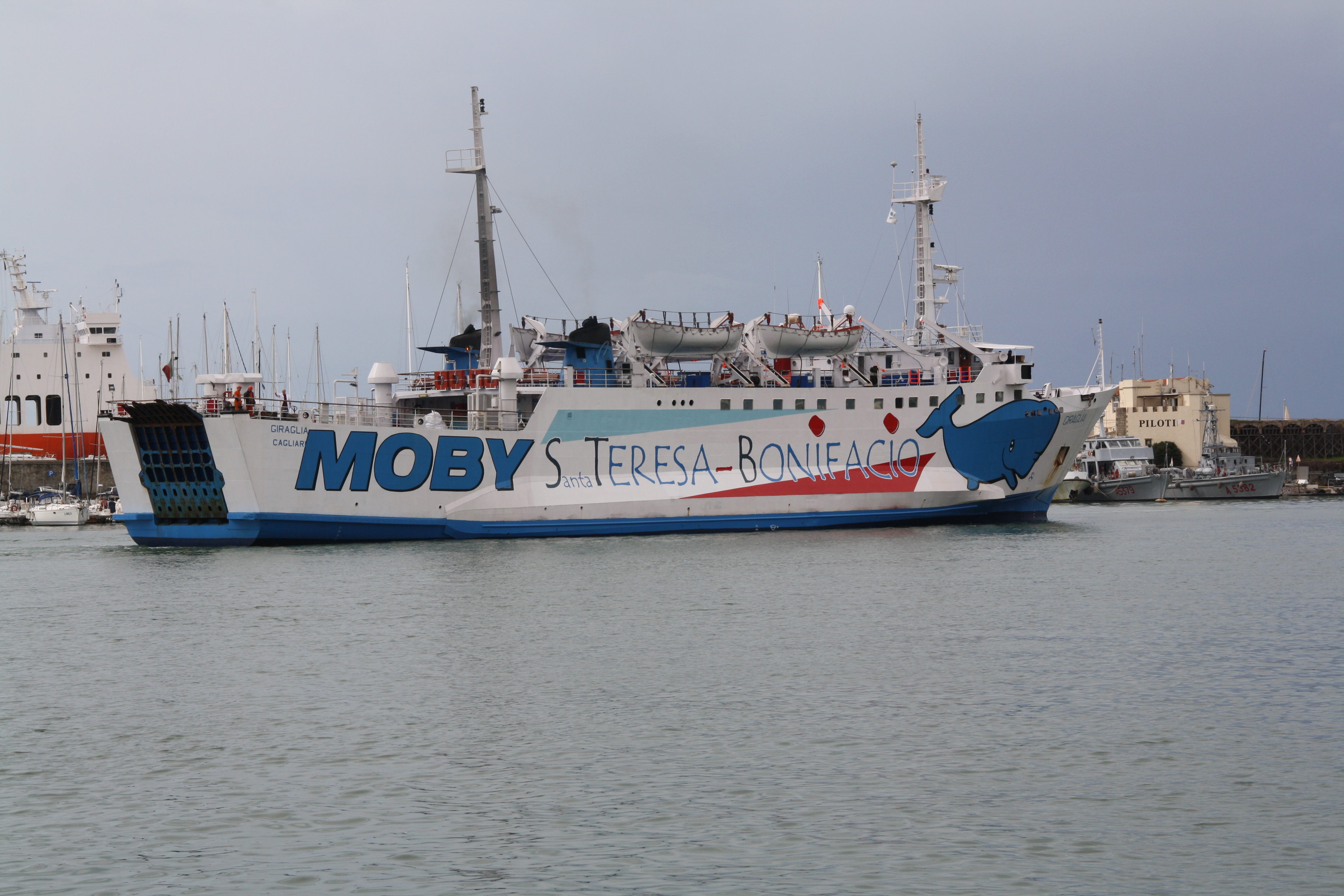
Il Giraglia in manovra nel porto di Livorno

### Origine del nome
Il nome del traghetto riprende quello dello scoglio della Giraglia, che si trova a nord del dito della Corsica. Infatti, come il gemello Bastia, riprende nel nome elementi di quest'isola.

## Servizio
Varato il 28 febbraio 1981 nel cantiere navale di Pietra Ligure con il nome di Giraglia e consegnato il 15 settembre successivo alla Nav.Ar.Ma Lines, prende servizio nei collegamenti tra Livorno e Bastia. Successivamente viene trasferito sulla Piombino-Portoferraio, operando saltuariamente anche nei collegamenti tra Piombino, Bastia e Porto Santo Stefano.

Il Giraglia in servizio sulla tratta Porto Santo Stefano-Bastia intorno alla fine degli anni '80.

Dal 1981 al 1983 esegue nel periodo estivo una traversata a settimana sulla Piombino-Palau in coppia con il Bastia.
Successivamente viene anche impiegato per una stagione estiva sulla Bastia-Livorno, con scalo domenicale a Capraia Isola, sempre in coppia con il Bastia.
Negli anni successivi opera principalmente tra Piombino e Portoferraio.
Nel 2009 viene sottoposto a lavori di manutenzione, durante i quali vengono aggiunte delle controcarene  al fine di aumentarne la galleggiabilità. Da gennaio 2010 torna regolarmente in servizio.
Sempre nel 2010 inaugura la nuova tratta Low Cost tra Piombino e Cavo. Successivamente scambia con il gemello la rotta di servizio, spostandosi sulla Bonifacio-Santa Teresa di Gallura.

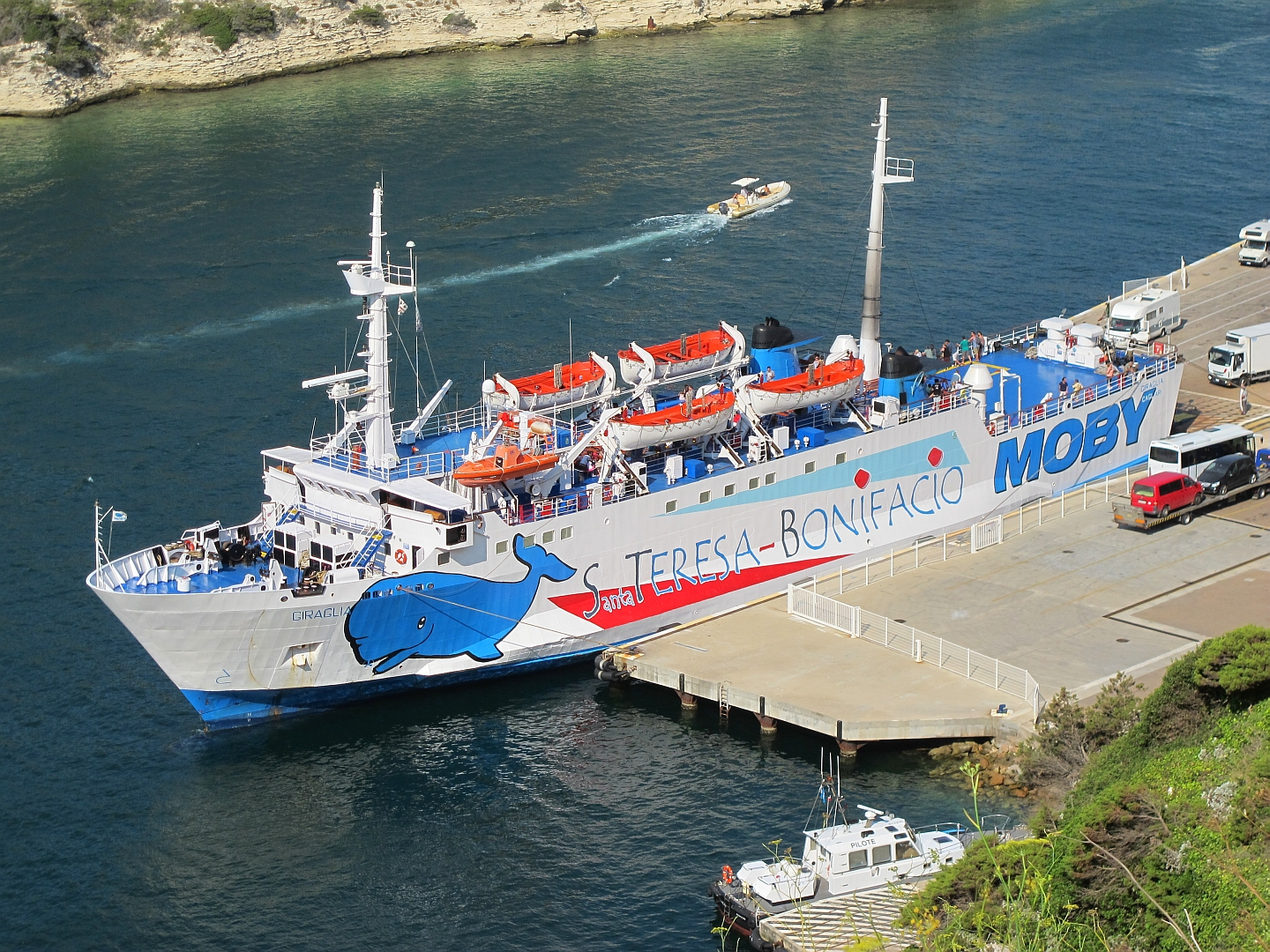
Il Giraglia ormeggiato a Bonifacio nel 2014.

Durante la stagione estiva 2020 rimane fermo in disarmo. Dalla stagione estiva 2021 torna ad operare sulla Santa Teresa Gallura-Bonifacio.
Il 17 novembre 2024, a causa di un'avaria, viene trasferito nel porto di Livorno per le necessarie riparazioni. In seguito la propria rotta viene coperta dal Moby Zazà che però, a causa delle eccessive dimensioni, non opera tra i porti di Santa Teresa Gallura e Bonifacio, ma tra Golfo Aranci e Porto Vecchio. Il 15 gennaio 2025 viene trasferito ai cantieri di Genova e messo in secca in bacino per ulteriori lavori di manutenzione.

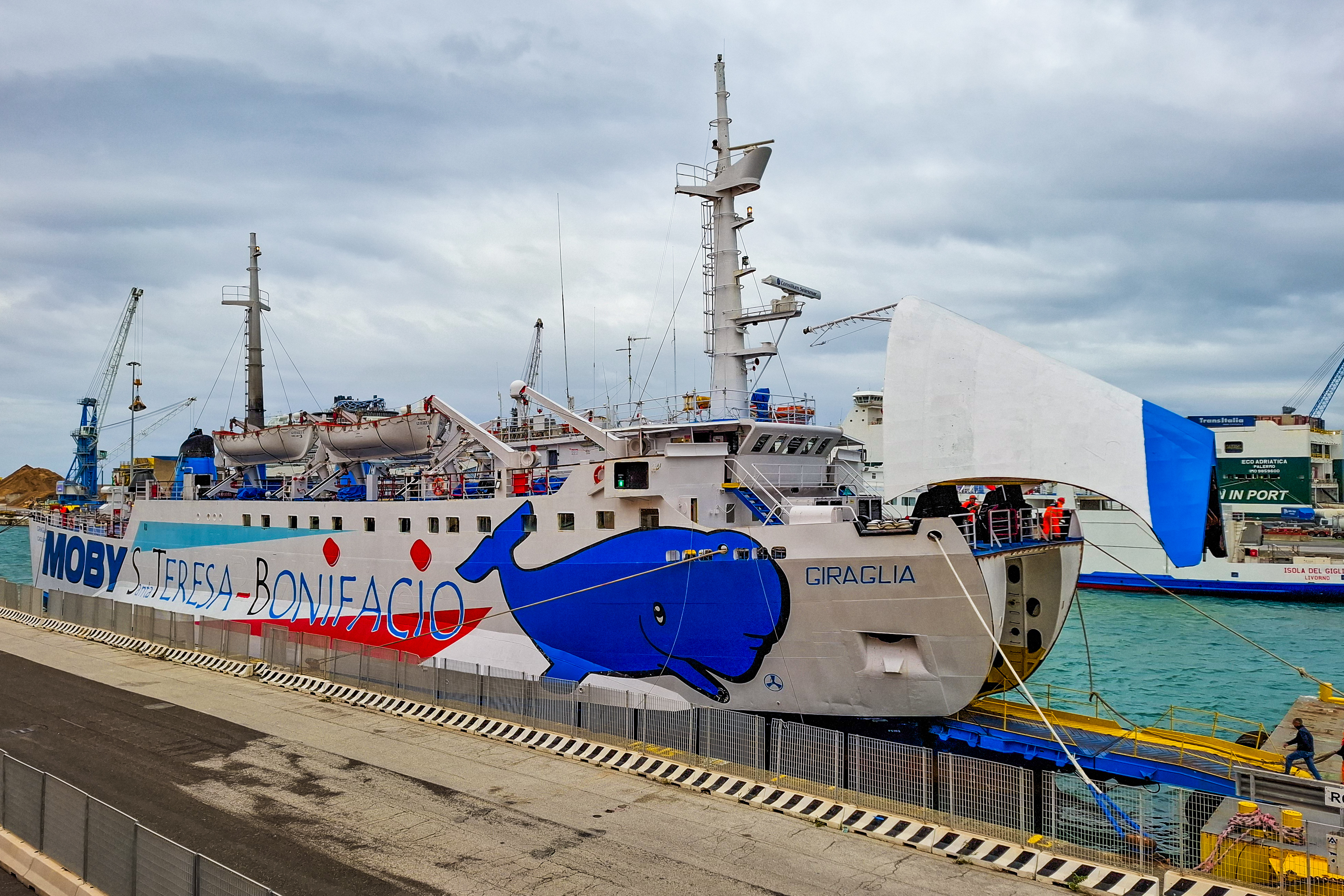
Il Giraglia ormeggiato a Livorno nel 2024.

Il 12 giugno 2025 salpa da Genova per Bonifacio,  in vista del rientro in servizio nei collegamenti tra Santa Teresa di Gallura e Bonifacio, il 16 giugno.

## Incidenti
L'11 aprile 2016, in partenza da Santa Teresa di Gallura, probabilmente per un guasto, si incaglia a pochissimi metri dalla costa senza riportare conseguenze gravi né alla nave né ai circa 60 passeggeri a bordo in quell'istante.
La mattina del 2 maggio 2017, per un guasto alle pompe del carburante, è stato costretto a fare ritorno a Santa Teresa. Inoltre già la settimana precedente, si era incagliato in uno scoglio nei pressi del porto.
La mattina del 6 febbraio 2020, durante la manovra d'uscita dal porto di Santa Teresa Gallura in direzione Bonifacio, urta contro uno scoglio, causando l'apertura di una falla di 8 metri sul lato sinistro ed imbarcando acqua. Il traghetto ha dovuto fare ritorno immediatamente a Santa Teresa.

## Navi gemelle
- One (ex Bastia)